# Egyptische kalender
De Egyptische kalender is een kalender die opgesteld en gebruikt werd in het Oude Egypte. De kalender telde drie seizoenen, opgedeeld in vier maanden van elk 30 dagen, die weer in drie decaden onderverdeeld wordt. Aan deze 360 dagen werden nog vijf dagen toegevoegd, zodat het kalenderjaar in totaal 365 dagen bedroeg. Het kalenderjaar begon met het overstromingsseizoen (volgens de latere juliaanse kalender op 19 juli).

## Drie seizoenen
| Nr. | Aanduiding         | Maandnaam |
| --- | ------------------ | --------- |
| 1   | 1e maand van Akhet | Thoth     |
| 2   | 2e maand van Akhet | Paophi    |
| 3   | 3e maand van Akhet | Hathyr    |
| 4   | 4e maand van Akhet | Choiakh   |
| 5   | 1e maand van Peret | Tybi      |
| 6   | 2e maand van Peret | Mechir    |
| 7   | 3e maand van Peret | Phamenoth |
| 8   | 4e maand van Peret | Pharmuti  |
| 9   | 1e maand van Shemu | Pachon    |
| 10  | 2e maand van Shemu | Payni     |
| 11  | 3e maand van Shemu | Epiphi    |
| 12  | 4e maand van Shemu | Mesori    |

## Toegevoegde dagen

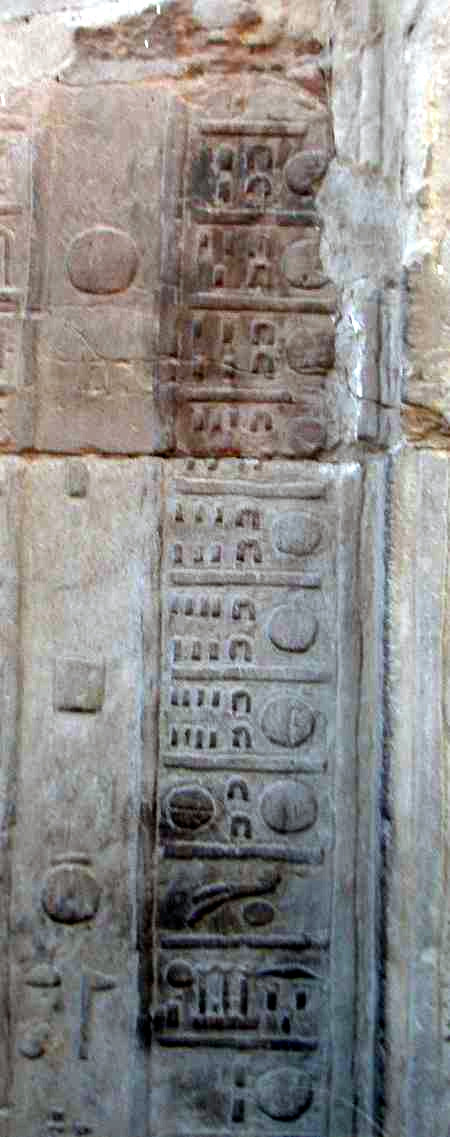
Egyptische kalender, gebaseerd op overstromingen van de Nijl

De vijf 'toegevoegde' dagen of epagomenen werden beschouwd als de geboortedagen van enkele goden. De legende zegt dat deze dagen zelfs speciaal aan het jaar werden toegevoegd om deze geboortes mogelijk te maken. Ze werden als ongeluksdagen beschouwd. Vooral op de geboortedag van Seth kon maar beter niets ondernomen worden. De geboortedagen van de goden waren:
- dag 1 Osiris
- dag 2 Isis
- dag 3 Seth
- dag 4 Nephthys
- dag 5 Horus de Oudere

Deze vijf dagen samen vormden de dertiende maand. Het was een ongelukkige periode, doordat het Nijlwater op zijn allerlaagste peil stond, wat insectenplagen meebracht die zich samen met de koude noordenwind verplaatsten. Bovendien verkeerde iedere weldenkende Egyptenaar in bange afwachting of de ster Sopdet wel terug zou komen en aldus de komst van de nieuwe vruchtbare Nijlvloed aankondigen. Het bijgeloof rond het ongeluksgetal 13 zou hiervan afkomstig zijn.

## Verschuiving
Doordat er geen schrikkeldagen waren liep deze kalender al snel uit de pas met de seizoenen. De Egyptenaren hebben daar vele eeuwen van geweten, want er was ook nog een andere tijdrekening. Die was gebaseerd op de opkomst van Sirius genaamd Sopdet (wat volgens Plutarchus zwangere vrouw betekende en in het Grieks als Sothis werd overgenomen). Er is in de Egyptische geschiedenis een aantal vermeldingen van de burgerlijke datum waarop het Sothisfeest viel. Dat is in het verleden wel gebruikt als ijkpunt voor de chronologie van het Oude Egypte. Zonder schrikkeldagen keerde het Sothisfeest namelijk eens in de 1460 jaar (een Sothisperiode) op dezelfde dag terug. Deze dateringsmethode bevat veel aannames en veronderstellingen, zodat men tegenwoordig terughoudend is met de toepassing ervan. 
Zonnekalender · Maankalender · Lunisolaire kalender· Biodynamische kalender